# Коливань (Новосибірська область)
Коливань — робітниче селище, колишнє місто, адміністративний центр Коливанського району Новосибірської області.
Населення — 12 460[1] чол. (2015).

## Географія
Коливань розташована на річці Чаус (басейн Обі), за 45 км на північ від Новосибірська.

## Історія

### Чауський острог
Коливань веде свою історію від Чауського острогу, який був заснований в 1713 році для оборони південних кордонів Російської держави в Західному Сибіру від набігів киргизів недалеко від нинішньої Коливань на березі річки Чаус за 6 верст від її впадіння в Об.
Будівництво острогу почалося 29 червня — 10 липня за новим стилем 1713 року і було закінчено 4 (15) вересня того ж року. В острозі розміщувалися хата прикажчика, позичкова хата, комори. Первісне населення острогу становили служиві люди загону Дмитра Лаврентьєва, незабаром поруч з острогом з'явилася слобода, населення якої росло за рахунок селян, які прийшли з річки Ішим.
У 1719 році на території острогу була побудована Іллінська дерев'яна церква. У 1721 році в слободі, не рахуючи гарнізону і 30 козаків, проживало, за даними Д. Г. Месершмідта, близько 150 чоловік. У 1737 році в острозі вже налічувалося 120 беломістних козаків; в 1741 році слобода складалася з 18 дворів, а в усій Чауській волості налічувалося їх вже 874. У 1747 році в самому Чауському острозі проживало 311 різночинців і 45 селян.
Острог за весь час свого існування ніколи не піддавався нападам ворогів, до того ж кордон Російської держави незабаром значно змістився на південь, тому укріплення Чауського острогу НЕ реконструювалися. У зв'язку з цим поселення втратило військові функції, але населення в ньому продовжувала зростати. Новий імпульс розвитку господарського життя поселення дав Сибірський тракт, який в кінці XVIII століття пройшов через острог. У поселенні стала розвиватися власна торгівля. Населення, крім традиційних сільськогосподарських занять, стало займатися перевезеннями, з'явилися ремесла, пов'язані з виготовленням предметів, необхідних для транспортних потреб.

### На рубежі XIX—XX століть
Поступальний розвиток міста зупинилося на самому початку XX століття, що пов'язано зі спорудженням залізничного мосту через Об приблизно за 50 кілометрах на південь від Коливані. Біля нового мосту виник і почав стрімко розвиватися Новомиколаївськ (нині Новосибірськ). Сибірський тракт втратив своє колишнє значення, а Коливань занепала.
Згідно з легендою, коли в 1890-і роки вибирали маршрут Транссибірської магістралі і місце для будівництва залізничного мосту через Об, коливанських купці пропонували Гарину-Михайлівському «мішок золота» за те, щоб траса пройшла через їх місто. Підготовлений їм варіант траси спрямлював Транссибірську магістраль приблизно на 20 верст, але мав ряд істотних недоліків, які визнав і сам автор. (Основна стаття: Будівництво Транссибірської магістралі в обхід Томська)
На початку XX століття в місті проживало 12 тисяч чоловік, функціонувало 5 шкіл, 65 промислових підприємств з 330 робітниками.
Призупинення в розвитку Коливані в кінцевому підсумку відбилася на її статусі. У квітні 1917 року Коливань увійшла у новостворений Новомиколаївський повіт.

### Після 1917 року

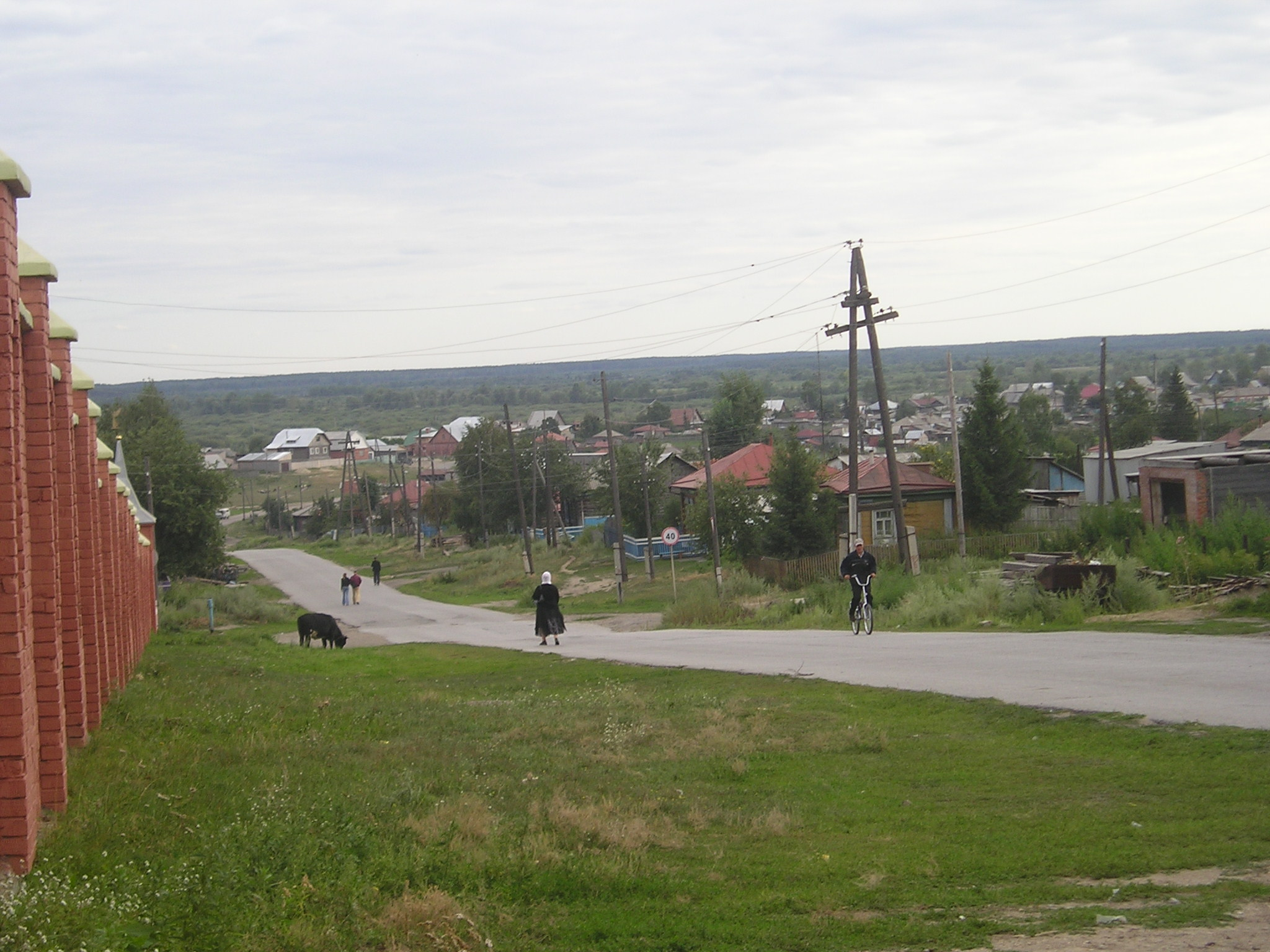
Коливань в 2005 році

Подальші зміни в житті міста були пов'язані з драматичними постреволюційними подіями. Люди звикли жити самостійно, мали відносно міцні селянські господарства — все це становило той капітал, з яким місто не хотіло розлучатися. Проте інерція соціальних перетворень перших років революції виявилася досить сильною.
У грудні 1919 році в Коливань був організований ревком. Його представником став Андрій Предтеченський, а комісаром — Василь Шубін.
6 липня 1920 року вважається чорної датою в історії Коливань. У той день невдоволення селянства, викликане введенням продрозкладки, вилилося в бунт проти радянської влади. Повстання протягом тижня було придушене, а з боку більшовиків був перерозподіл власності. За обопільну жорстокість в ході зіткнення, коливанських повстання увійшло в історію країни як «Сибірська Вандея».
Драматичні пореволюційні події, руйнування основ місцевого самоврядування та господарського устрою змінили існуючий в місті порядок. Колишні складні міські взаємини спростилися до класового протистояння, різноманіття занять жителів змінилося обмеженим набором видів кустарного виробництва та селянської праці. Молоді жителі в масовому порядку переїжджали до Новосибірська. До 1922 року чисельність населення Коливань зменшилася в 2 рази в порівнянні з 1880 роком і склала 7386 осіб.
У 1925 році Коливань переведена в розряд сільських поселень, на початку 1940-х років Коливань представляла собою велике старовинне село з агроділянкою і декількома кустарними підприємствами. Розвиток селища був ускладнений віддаленістю від мережі транзитних зв'язків, відсутністю надійного цілорічного транспортного сполучення з новим швидкозростаючим регіональним центром Новосибірськом.
Після Німецько-радянської війни чисельність населення в Коливань стала рости, і в 1964 році вона знову стала міським поселенням, отримавши статус селища міського типу.

## Покровський Олександро-Невський жіночий монастир

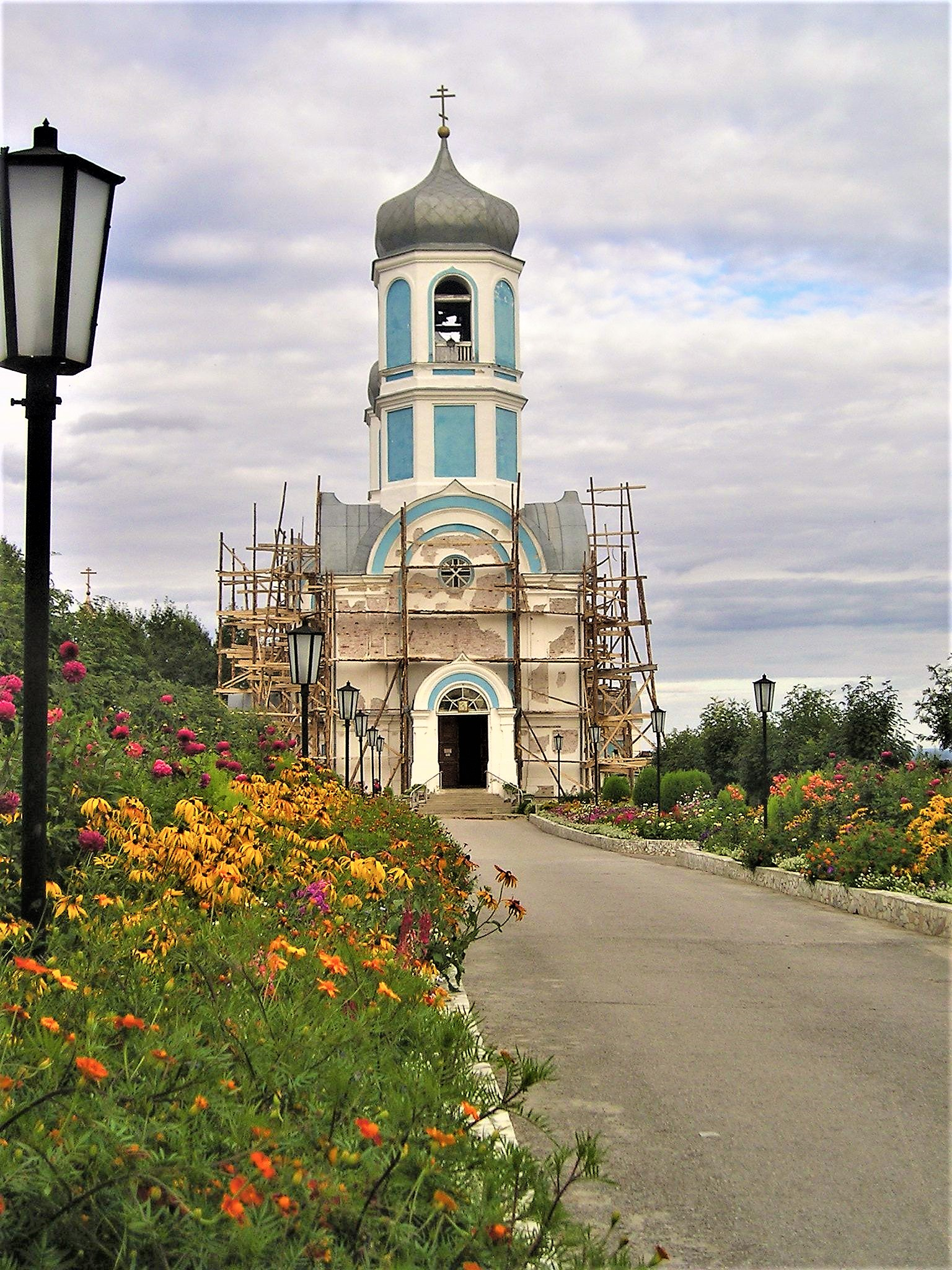
Церква в ім'я Святого Благовірного князя Олександра Невського на території Покровського Олександро-Невського жіночого монастиря в серпні 2005 року

У південній частині Коливані знаходиться жіночий Олександро-Невський Покровський монастир, один з двох жіночих монастирів в Новосибірській області (другий знаходиться в с. Малоірменка). У 2005 році в монастирі було 25 сестер разом з послушницями. Настоятелькою була ігуменя Надія (Єрьоміна). На території монастиря розташована церква в ім'я Святого Благовірного князя Олександра Невського (вулиця Калініна, 22). При храмі діє недільна школа, у якій навчаються діти парафіян і сироти з місцевої школи-інтернату.
Церква в ім'я Святого Благовірного Олександра Невського побудована в 1887 році на гроші купця 2-ї гільдії Кирила Кривцова в пам'ять вбитого 1 березня 1881 года Олександра II, освячена 4 грудня 1887 року.
У 1968 році були скинуті куполи церкви. Надалі вона була повністю відновлена після великого обсягу реставраційних робіт. Святіший Патріарх Московський і Всієї Русі Алексій II 16 травня 1991 роки завітав на Коливань і освятив камінь, закладений у фундамент, як спочатку передбачалося, чоловічого монастиря. Тут повинні були розміститися іконописні майстерні та свічковий завод. Зведенню монастиря сприяв єпископ Новосибірський і Барнаульський Тихон.
Територія церкви займає прямокутну, відгороджену цегляним парканом ділянку, кратний розмірам кварталів регулярного плану.
Церковна будівля складено з червоної цегли. Стіни будівлі, які спираються на бутовий фундамент, складені на вапняному розчині і побілені білим вапном. Цоколь облицьований квадратами вапняку місцевого походження.
Композиція плану церкви сходить до типу «трапезних». Восьмигранний основний обсяг церкви і дзвіниця заввишки 27 метрів пов'язані по лінії схід-захід в один будинок трапезної.
В цілому по пластиці фасадів і декоративному оздобленню церква вважають прикладом еклектики другої половини XIX століття, яка характеризується запозиченням форм з архітектури XVII століття, а також візантійського та давньоруського зодчества.
Церкву добре видно здалеку і вона є символом сучасної Коливані.

## Населення
За даними перепису населення в 2010 році в селищі проживало 11 842 жителя, з них 5809 чоловіків, 6033 жінок (96 чоловіків на 100 жінок).
Оцінка населення на 1 січня 2012 року — 11 999 осіб.

## Транспорт
Відстань до найближчої залізничної станції — 51 км. Існує автобусний маршрут — «Новосибірськ — Коливань».

## Пам'ятки
- Краєзнавчий музей
- Храм Олександра Невського
- Пам'ятник Леніну
- ПК «Юність»
- Парк Пічугіна
- Центральна бібліотека — пам'ятник А. С. Пушкіна

## Населення
| 1959    | 1970    | 1979    | 1989    | 2002    | 2007    | 2009    |
| ------- | ------- | ------- | ------- | ------- | ------- | ------- |
| 6775    | ↗8762   | ↗8992   | ↗10 589 | ↗10 947 | ↘10 584 | ↗10 711 |
| 2010    | 2012    | 2013    | 2014    | 2015    | 2016    | 2017    |
| ↗11 842 | ↗11 999 | ↗12 140 | ↗12 305 | ↗12 460 | ↗12 513 | ↘12 429 |